# Quadrimaera carla
Quadrimaera carla är en kräftdjursart som beskrevs av Krapp-Schickel och Jarrett 2000. Quadrimaera carla ingår i släktet Quadrimaera och familjen Melitidae. Inga underarter finns listade i Catalogue of Life.